# Joelia Rjabtsjinskaja
Joelia Rjabtsjinskaja (Peshchanka, 26 januari 1947 - 13 januari 1973) was een Sovjet-Oekraïens kanovaarster.
Rjabtsjinskaja won tijdens de Olympische Zomerspelen 1972 de gouden medaille in de K1 500m. Het bleef bij deze ene deelname door een ongeval een jaar later tijdens een training. Ze belandde in het ijskoude water en stierf door onderkoeling.
Rjabtsjinskaja werd een keer wereldkampioen in de K4 500m.

## Belangrijkste resultaten

### Olympische Zomerspelen
| Editie | Plaats  | Resultaten |
| ------ | ------- | ---------- |
| 1972   | München | K1 500m    |

### Wereldkampioenschappen vlakwater
| Jaar | Plaats  | Resultaten |
| ---- | ------- | ---------- |
| 1971 | Beograd | K4 500m    |

1948: Karen Hoff ·
1952: Sylvi Saimo ·
1956: Jelizaveta Dementjeva ·
1960: Antonina Seredina ·
1964: Ljoedmila Pinajeva-Chvedosjoek ·
1968: Ljoedmila Pinajeva-Chvedosjoek ·
1972: Joelia Rjabtsjinskaja ·
1976: Carola Zirzow ·
1980: Birgit Fischer ·
1984: Agneta Andersson ·
1988: Vanja Gesjeva ·
1992: Birgit Schmidt-Fischer ·
1996: Rita Kőbán ·
2000: Josefa Idem-Guerrini ·
2004: Natasa Janics ·
2008: Inna Osipenko-Radomska ·
2012: Danuta Kozák ·
2016: Danuta Kozák ·
2020: Lisa Carrington ·
2024: Lisa Carrington